# 中国茶都·信阳国际茶文化节
中国茶都·信阳国际茶文化节是由中华全国供销合作总社和河南省人民政府于每年四月底至五月初在河南省信阳市主办的以信阳毛尖为代表的中国茶行业商贸性节会，承办单位是中国茶叶流通协会、河南省商务厅、河南省供销合作社、中共信阳市委和信阳市人民政府。

## 历史
信阳国际茶文化节的前身是原信阳地委于1991年创办的中国信阳茶叶节，2004年中国信阳茶叶节变名为中国茶都·信阳茶文化节，2010年升级为中国茶都·信阳国际茶文化节。

## 参看
- 信阳毛尖